# 26. Division (Japanisches Kaiserreich)
Die 26. Division (jap. 第26師団, Dai-nijūroku Shidan) war eine Division des Kaiserlich Japanischen Heeres, die 1937 aufgestellt und 1945 aufgelöst wurde. Ihr Tsūshōgō-Code (militärischer Tarnname) war Quelle-Division (泉兵団, Izumi-heidan).

## Geschichte der Einheit
Die 26. Division wurde am 30. September 1937 unter dem Kommando von Generalleutnant Ushiroku Jun als Typ B „Standard“-Division als Triangulare Division aufgestellt und bestand aus der 26. Infanterie-Brigade (11., 12. und 13. Selbstständiges Infanterie-Regiment) sowie dem 26. Aufklärungs-Regiment, dem 11. Feldgeschütz-Regiment und dem 26. Pionier- und Transport-Regiment. Das Hauptquartier der ca. 13.000 Mann starken Division lag in Nagoya, Japan.

### Nordchina
Kurz nach ihrer Gründung wurde die 26. Division nach Nordchina verlegt und unterstand der Garnisonsarmee Mongolei (Regionalarmee Nordchina).

### Philippinen

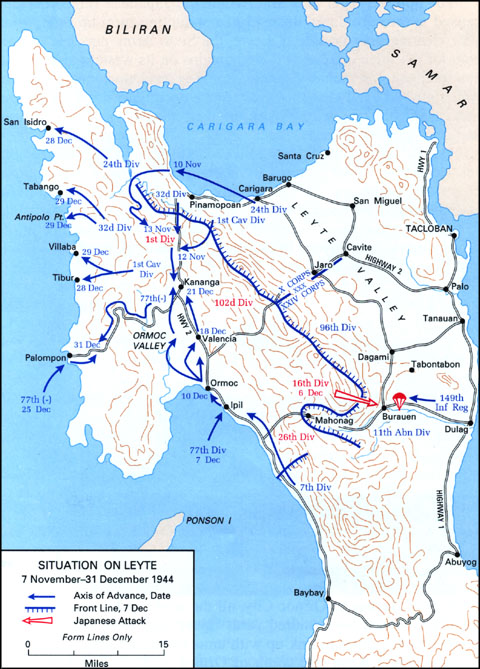
Kampfverlauf während der Schlacht um Leyte im Dezember 1944

Nachdem 1943 und Anfang 1944 die Alliierten über die Salomonen und Neuguinea vorgestoßen waren, drohten sie, als Nächstes auf den Philippinen zu landen und damit die japanischen Versorgungswege nach Indonesien, Südchina und Burma abzuschneiden. In Antizipation verstärkten das Daihon’ei die Truppen auf den Philippinen und wandelte die 14. Armee in die 14. Regionalarmee um. Die ursprünglich zwei Divisionen starke Armee schwoll auf 15 Division an. Zu den Verstärkungen zählte auch die 26. Division, die im August 1944 aus Nordchina abgezogen wurde und der 35. Armee auf Leyte unterstellt wurde.
Am 20. Oktober 1944 landeten Truppen der 6. US-Armee am südlichen Leyte Valley und leiteten damit die Schlacht um Leyte ein. Den 55.000 Japanern standen über 200.000 Amerikaner gegenüber. Die 26. Division zog sich über die Berge in Zentral-Leyte in Richtung Ormoc zurück. Zwischen 5. und 11. Dezember 1944 unterstützte sie während der Operation Wa das Luftlandeunternehmen namens Operation Te, das zum Ziel hatte, mehrere Flugplätze, die den amerikanischen Streitkräften während der Anfangsphase der Schlacht um Leyte in die Hände gefallen waren, wieder zurückzuerobern oder zu zerstören. Die Operationen endeten in einem Fehlschlag, da der angerichtete Schaden bereits nach zwei Tagen behoben war.
Die Überlebenden der Operation Wa zogen sich danach endgültig nach Ormoc zurück, wo die Division schließlich bis Ende Dezember 1944 vernichtet wurde.

## Gliederung
Im Juli 1937 erfolgte die Aufstellung zu einer Typ B „Standard“ Division wie folgt:
- 26. Infanterie-Divisions-Stab (90 Mann)
  - 26. Infanterie-Brigade-Stab  (100 Mann)
    - 11. Selbstständiges Infanterie-Regiment (2350 Mann)
    - 12. Selbstständiges Infanterie-Regiment (2350 Mann)
    - 13. Selbstständiges Infanterie-Regiment (2350 Mann)

  - 11. Feldartillerie-Regiment (1650 Mann)
    - 16 × 75-mm-Feldgeschütz Typ 38
    - 4 × 75-mm-Gebirgsgeschütz Typ 41
    - 4 × Typ 91 10-cm-Haubitze

  - 26. Aufklärungs-Regiment (ca. 300 Mann)
  - 26. Signal-Einheit (ca. 150)
  - 26. Pionier-Regiment (600 Mann)
  - 26. Transport-Regiment (750 Mann)
  - 26. Feldhospital (1×) (850 Mann)
    - Sanitäts-Einheit
    - Wasserversorgungs- und -aufbereitungs-Einheit

  - 26. Veterinär-Hospital (60 Mann)
  - 26. Versorgungs-Kompanie (185 Mann)

Gesamtstärke: ca. 13.700 Mann

## Führung
Divisionskommandeure
- Ushiroku Jun, Generalleutnant: 30. September (5. Oktober ?) 1937 – 1. August 1939
- Shigenori Kuroda, Generalleutnant: 1. August 1939 bis 30. Juni 1941
- Yano Otosaburo, Generalleutnant: 30. Juni 1941 bis 1. April 1942
- Shibayama Kenshiro, Generalleutnant: 1. April 1942 bis 8. April 1943
- Saeki Fumio, Generalleutnant: 8. April 1943 bis 18. Juli 1944
- Yamagata Kurihana, Generalleutnant: 18. Juli 1944 bis 5. Februar 1945
- Kurusu Takeo, Generalmajor: 7. Februar 1945 bis 17. Juli 1945